# Ommatius triniger
Ommatius triniger là một loài ruồi trong họ Asilidae. Ommatius triniger được Martin miêu tả năm 1964. Loài này phân bố ở vùng nhiệt đới châu Phi.